# Legionellales
Legionellales — це порядок класу γ-протеобактерій (Gammaproteobacteria). Як і всі протеобактерії, представники цього порядку є грам-негативними. До Legionellales входять дві родини:
- Legionellaceae, до складу якої входить рід Legionella;
- Coxiellaceae, із родами Coxiella та Rickettsiella.

Серед представників обидвох родин є патогенні для людини бактерії.